# Vernonanthura phosphorica
Vernonanthura phosphorica es una especie de plantas con flores perteneciente a la familia  Asteraceae. Es originaria de Brasil y Bolivia.

## Taxonomía
Vernonanthura phosphorica fue descrita por (Vell.) H.Rob.  y publicado en Phytologia 73(2): 73. 1992.
Sinonimia
- Cacalia polyanthes (Less.) Kuntze
- Chrysocoma arborea Vell.
- Chrysocoma phosphorica Vell.
- Vernonia brasiliensis Mart. ex DC.
- Vernonia corcovadensis Gardner
- Vernonia patens Less.
- Vernonia polyanthes Less.
- Vernonia polyanthes var. polyanthes
- Vernonia psittacorum DC.[4]